# Jean Lemaire de Belges

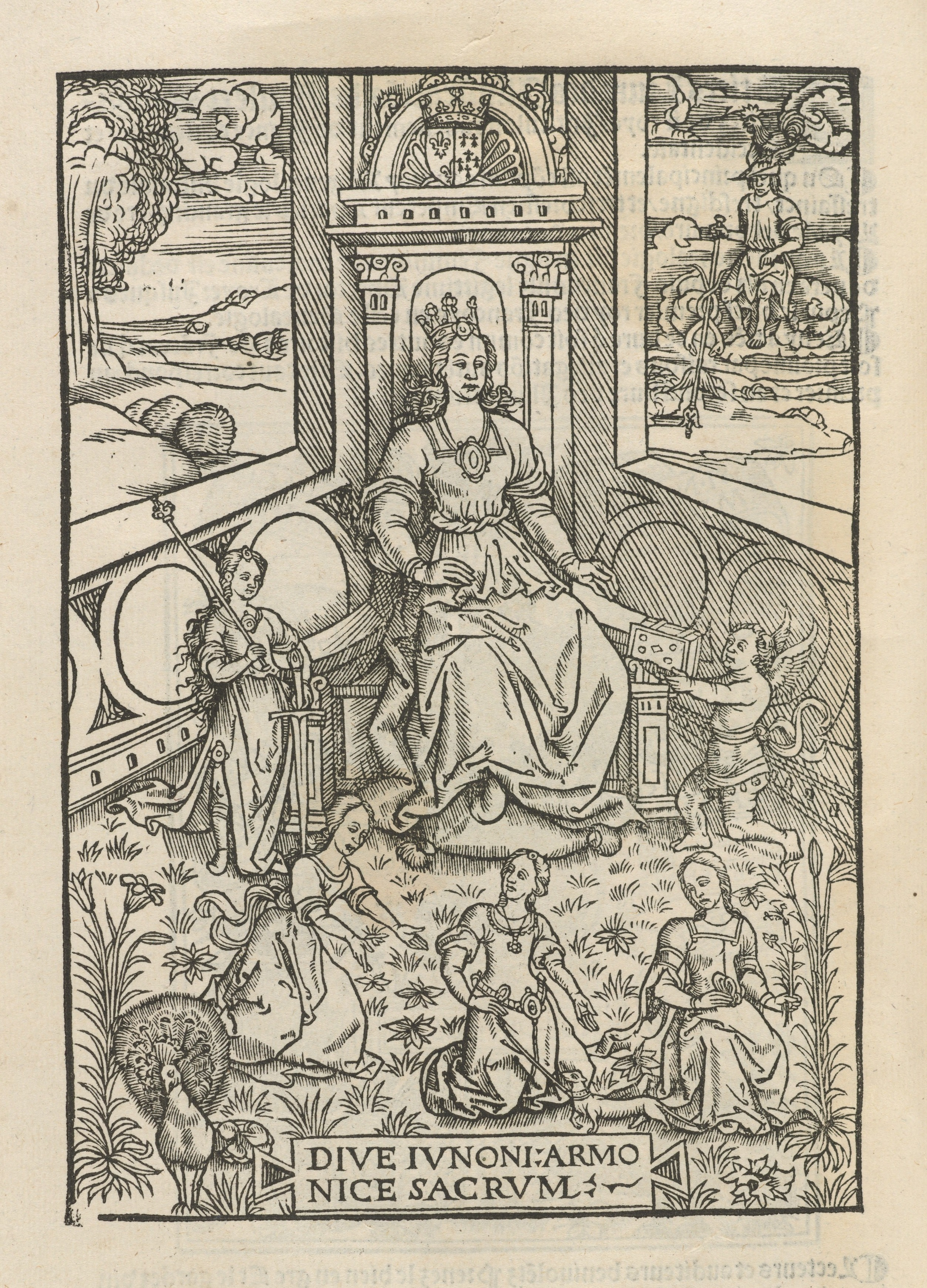
Bladzijde uit Les illustrations de Gaule et sĩgularitez de Troye, 1512

Jean Lemaire (ca. 1473 – ca. 1525) was een Henegouws dichter, pamflettist en kroniekschrijver die beschouwd wordt als een voorloper van de renaissancehumanisten in Frankrijk en Vlaanderen. Hij werd geboren in het graafschap Henegouwen, nu in België, hetzij in Bavay, hetzij in Hargnies, hetzij in Belges, een onbekend plaatsje, al naargelang de bronnen. Hij liet zich later Jean Lemaire de Belges noemen, met verwijzing naar de mythische Gallische koning Belgius.
Lemaire schreef in het Frans. Hij maakte hierbij een onderscheid tussen het Frans en de Romaanse taal in de Nederlanden, die hij Waals noemde, onder andere in zijn driedelige Les Illustrations de Gaule et singularitéz de Troye (1511, 1512, 1513). Hij was verbonden aan het hof van landvoogdes Margareta van Oostenrijk en later aan dat van koning Lodewijk XII van Frankrijk.

## Publicaties
- La plainte du desiré
- Les regretz de la dame infortunee
- La chronique de 1507
- La légende des Vénitiens
- Carnet de notes
- Des anciennes pompes funeralles
- Les illustrations de Gaule et singularitez de Troyes
- Les epistres de l'amant verd
- La concorde des deux langages
- La concorde du genre humain
- Epistre du roy a Hector de Troye
- Contes de Cupido et Atropos
- Le temple d'honneur et de vertus
- Epitaphe en maniere de George Chastellain et Jehan Molinet
- Le livret sommaire
- Une oroison
- Traicté de la différence des schismes et des conciles de l'Eglise
- Le dyalogue de vertu militaire et de jeunesse françoise
- A la louenge des princes et princesses qui ayment la science historialle
- Vim Ludovicus habet
- Lettre d'un papegay de Madame de Savoie
- Le chemin du temple de Minerve
- Lettres

## Uitgave
- Les Illustrations de Gaule et singularitéz de Troye, 1549